# 泰奥尔
泰奥尔（義大利語：Teor），是意大利弗留利-威尼斯朱利亚大区乌迪内省里维尼亚诺-泰奥尔市镇的一个分区。总面积16平方公里，人口1997人，人口密度124.8人/平方公里（2009年）。ISTAT代码为030119。
原为单独的市镇，2014年1月1日与里维尼亚诺合并为新的里维尼亚诺-泰奥尔市镇。